# ادهمار دوس سانتوس
ادهمار دوس سانتوس (انگلیسی: Adhemar dos Santos; ۸ نوامبر ۱۸۹۶ – تاریخ ورودی نامعتبر است) بازیکن فوتبال اهل برزیل بود.
وی همچنین در تیم ملی فوتبال برزیل بازی کرده‌است.